# Deževa
Deževa (Servisch cyrillisch Дежева) is een plaats in de Servische gemeente Novi Pazar. De plaats telt 238 inwoners (2002).